# Ty-ar-C’huré

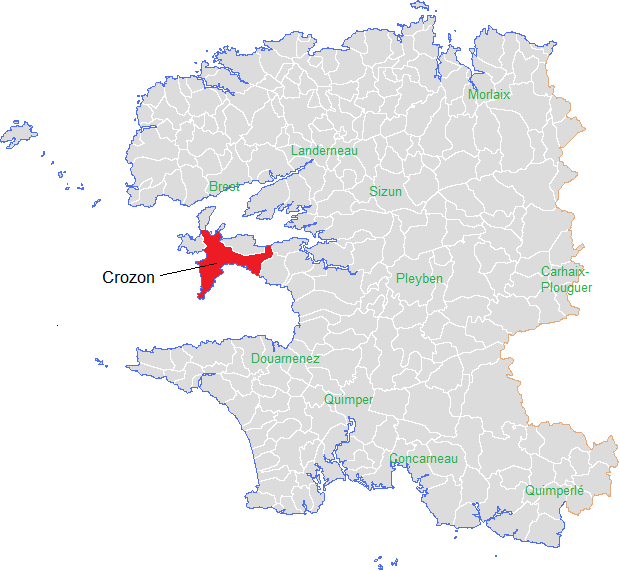
Halbinsel Crozon

Ty-ar-C’huré (deutsch „Haus des Priesters“ – auch Maison du Curé genannt) ist ein Steingehege (französisch Enceinte) in Kercolleoc’h, bei Morgat im Südarm der Crozon-Halbinsel im Département Finistère in der Bretagne in Frankreich.
Die in einem Kiefernwald liegenden denkmalgeschützten von Ginster und Adlerfarn überwucherten Steinreihen von Ty-ar-C’huré, die im Besitz des Staates waren, wurden 2008 an die Stadt abgetreten. Die Steine, die sich über mehr als 700 Meter erstrecken und mehrere kreuzende Linien aufweisen, sind eine Struktur der Vorzeit, deren Zweck unklar ist.
Chevalier de Fréminville berichtete 1835 als Erster über die Existenz dieser Anlage. Für ihn war das durch eine doppelte Steinreihe gebildete Viereck (Quadrilatère) die Heimat eines Druiden. Diese Hypothese war durch den bretonischen Namen des Ortes inspiriert. Seitdem ist die Forschung ins Stocken geraten.
In der Nähe liegt der Dolmen von Rostudel.